# استان جانت
استان جانت (عربی: ولاية جانت) استانی در الجزایر است که در سال ۲۰۱۹ ایجاد شد. این استان در صحرای الجزایر واقع شده‌است.